# Dialeges undulatus
Dialeges undulatus är en skalbaggsart som beskrevs av Charles Joseph Gahan 1891. Dialeges undulatus ingår i släktet Dialeges och familjen långhorningar.
Artens utbredningsområde är:
- Laos.
- Burma.
- Sri Lanka.
- Taiwan.

Inga underarter finns listade i Catalogue of Life.